# Зіньківська волость (Зіньківський повіт)
Зіньківська волость — історична адміністративно-територіальна одиниця Зіньківського повіту Полтавської губернії з центром у повітовому місті Зіньків.

Станом на 1885 рік — складалася з 13 поселень, 8 сільських громад. Населення  — 13925 осіб (6779 осіб чоловічої статі та 7156 — жіночої), 1486 дворових господарств.
Старшинами волості були:
- 1900—1904 роках Ліннік[2],[3];
- 1913 року Опанас Манойло[4];
- 1915 року Петро Феодорович Рубан[5].